# Галущинский, Феодосий Тит
Феодосий Тит Галущинский (13 апреля 1880, Бучач, ныне Тернопольская область, Украина — 31 августа 1952, Мандер, Канада) — украинский грекокатолический иеромонах-василианин, доцент Львовского университета, ректор Львовской духовной семинарии архимандрит Ордена святого Василия Великого. Доктор теологии (1906).

## Биография

### Детство и ранние годы
Тит Галущинский родился 13 апреля 1880 года в городе Бучаче (ныне Тернопольская область, Украина, тогда Королевство Галиции и Лодомерии, Австро-Венгрия) в семье греко-католического священника Николая Галущинского, который служил помощником священника в Бучаче. В 1882 году отца перевели в село Звиняч Чортковского повета, где он был настоятелем до смерти в 1923 году. Отец Николай Галущинский был высокообразованным священником, говорил на нескольких европейских языках, был хорошо знаком с общественными движениями тогдашней Европы, несколько раз баллотировался на посла в сейм. Из его семьи происходят: сенатор и глава «Просвиты» Михаил Галущинский, председатель «Родной школы» профессор Иван Галущинский, адвокат Николай Галущинский. Дочь Николая Галущинского Стефания была замужем за отцом доктором Иваном Фиголем — преподавателем Львовской духовной семинарии.
Народную (всеобщую) школу и первые классы гимназии Тит закончил в Бучаче под руководством отцов Василиан; в высших классах учился в Тернополе, где в 1899 году получил аттестат зрелости с отличием и стипендию на университетские студии. После того записался на философско-богословский факультет во Львове, поступил в Львовскую духовную семинарию как семинарист от Станиславской епархии.
Первый и второй год философско-богословского обучения окончил во Львове, где, кроме лекций философии и богословия, слушал также изложения украинской истории и литературы у профессоров Михаила Грушевского и Кирилла Студинского. Во время сецессии украинских студентов Львовского университета Тит как видпоручник студентов теологии участвовал в протестной делегации в министерство, поэтому на дальнейшие студии был вынужден уехать в Вену. Там он закончил свое образование в богословском институте святого Августина и в августе 1904 года принял священническое рукоположение Станиславовского епископа Григория Хомишина в церкви отцов Василиан в Бучаче. На рукоположении присутствовал, среди прочих, позднее первый епископ украинцев в США Сотер Ортинский, василианин. После рукоположения о. Тит выехал на дальнейшие студии богословия в Фрибур (Швейцария), в следующем учебном году перевелся в Инсбрук. Там получил степень доктора теологии на основании защиты диссертации «Взаимоотношения между славянами и Византией в X веке».
После учебы вернулся на родину, в течение короткого времени был катехитом в Коломые. После открытия в 1906 году в Станиславе новой духовной семинарии назначен преподавателем Ветхого Завета и префектом семинаристов. Здесь подружился со вторым префектом — позже перемышльским епископом отцом Иосафатом Коциловским.

### Вступление в Орден Василия Великого
Ректором вновь открытой семинарии в Станиславе был отец Иеремия Ломницкий, василианин, который во время первой мировой войны умер в ссылке в Симбирске. Под влиянием аскетизма о. Иеремии оба префекта, о. Тит Галущинский и о. Иосафат Коциловский, вступили в новициат к отцам Ордена в Креховский монастырь (одним из учителей был о. Николай Лысков).
В новициате о. Тит получил монашеское имя Феодосий. Во время новициата отмечался хорошим примером, в частности любовью к молитве. После новициата о. Феодосий два года преподавал Священное Писание и нравственное богословие для василианских студентов в Кристинопольском монастыре. В 1913 году настоятели послали отца Феодосия в Рим на духовника в Папскую украинскую коллегию святого Иосафата. В Риме он одновременно учился в Папском библейском институте. В 1915 году, по причине войны между Австрией и Италией, был вынужден вернуться во Львов и здесь хабилитировался на доцента Львовского университета на основании археолого-библейской диссертации «De exordiis urbis Babel». Как доцент, преподавал Священное Писание во Львовском университете, а также участвовал в австрийской научной экспедиции в Малую Азию. Когда поляки заняли Галицию, о. Феодосий в знак солидарности с другими украинскими профессорами отказался от доцентуры. В 1919—1920 годах издавал католический журнал «Нова Рада», который впоследствии закрыли польские власти.
В 1920 году избран генеральным советником Василианского Ордена, в 1926 году — на второй срок.

### Ректор Львовской духовной семинарии
В послевоенные годы, по просьбе митрополита Андрея Шептицкого, василиане взяли руководство Львовской духовной семинарии, её ректором в 1920 году был назначен о. Феодосий Галущинский. В этот период он отличился большим педагогическим и организационным талантом. Семинарию нужно было восстанавливать после войны. Большинство семинаристов были бывшими воинами и старшинами, поэтому среди них трудно было наладить семинарскую дисциплину. С каждым семинаристом ректор старался часто проводить индивидуальные беседы, в результате чего ему удалось получить авторитет и доверие среди студентов.
Во время своего ректорства (1920—1927) в 1923 году о. Галущинский основал Богословское Научное Общество во Львове и был его первым председателем. Под его руководством Общество начало выдавать ежеквартальник «Богословие», первым редактором которого был о. Иосиф Слипый — позднее Глава УГКЦ.

### Последние годы и смерть
После ректорства настоятели Василианского Ордена назначили о. Феодосия игуменом монастыря святого Онуфрия во Львове. Здесь он также проявил широкую организационную деятельность: организовал религиозное общество святого Иосифа для украинских девушек-служанок, был духовником крупнейшей Марийской дружины панночек во Львове, проводил реколекции священникам, монахам и монахиням, проповедовал миссии для народа, продолжал преподавать Священное Писание во Львовской духовной семинарии. Стал соучредителем журналов «Новая заря», «Правда» и «Добрый Пастырь» (был первым редактором последнего).
В 1931 году о. Феодосия вдруг назначили духовником Папской коллегии святого Иосафата в Риме, а также членом кодификационной комиссии восточного канонического права. В 1946 году его избрали генеральным консультором Ордена, а 11 июня 1949 Апостольский Престол именовал о. Феодосия архимандритом (главным настоятелем) целого Василианского Ордена, советником Конгрегации Восточной Церкви.
Архимандритство Галущинского пришлось на нелегкое для Василианского Ордена период. Это были послевоенные годы преследований Греко-Католической Церкви на Украине. Василиянский Орден, как и вся УГКЦ, потеряли свой легальный статус в Галичине, и их организационные структуры частично перестали существовать. Только в странах Западной Европы, Северной и Южной Америки деятельность василипн могла развиваться. Главный двор архимандрита находился в это время в Риме, куда его перенесли в 1932 году, а Орден был разделен на провинции. Деятельность отца Галущинского как архимандрита имела преимущественно организационно-административный характер. Особое внимание он обращал на издательскую деятельность. По инициативе о. Феодосия, а также протоконсультора Ордена о. Глеба Кинаха, был восстановлен научный журнал «Записки Ордена», основанный в 1924 году о. Иосафатом Скрутенем. Редактирование журнала поручено в. Атанасию Великому.
Как главный настоятель Ордена, 9 июня 1952 о. Феодосий прибыл в Канаду, чтобы в местной василианской провинции Пресвятого Сердца Иисуса провести каноническую визитацию монастырей и принять участие в юбилейных торжествах. Во время канонического осмотра он побывал в центральной и восточной части Канады, посетил василианские монастыри в Монреале, Эдмонтоне и Мандере, где провел реколекции для епархиального духовенства. Там же архимандрит организовал реколекции для монахов-василиан, но их не завершил, поскольку неожиданно умер в результате инфаркта миокарда 31 августа 1952. Похоронен в Мандере на монашеском кладбище отцов Ордена.

## Научный и писательский вклад
Кроме педагогической, преподавательской и организационной работы, о. Феодосий был автором нескольких научных и научно-популярных произведений. Его важнейшие научные работы: «De exordiis urbis Babel» — О началах города Вавилона, 1917; «Значения св. Письма в проповедничестве», 1922; «История Библейская», 3 тома, научно-популярное издание, 1922—1930; «De ucrainis S. Scripturae versionibus» — Про украинские переводы Священного Писания, 1925, «Мысль и наука Церкви в вопросах литургической языка», 1929; «Апостольские призвание в Евангелиях», 1932; "Acta Innocentii PP. III ", 1944 (критическое издание документов папы Иннокентия III, которые касаются дел Восточных Церквей. Кроме того, подготовил к печати аналогичное собрание документов папы Иннокентия IV, которое впоследствии издал в. М. Войнар, Ордена. В 1946 году издал перевод Евангелий на украинском языке. Кроме того, издал сборник проповедей под названием «Воскресный звон», десятки брошюр, написал сотни статей в украинских, немецких, французских, итальянских газетах и журналах.